# Atractus snethlageae
Atractus snethlageae este o specie de șerpi din genul Atractus, familia Colubridae, descrisă de Da Cunha și Do Nascimento 1983. A fost clasificată de IUCN ca specie cu risc scăzut. Conform Catalogue of Life specia Atractus snethlageae nu are subspecii cunoscute.